# Nesopupa
Nesopupa is een geslacht van weekdieren uit de klasse van de Gastropoda (slakken).

## Soorten
- Nesopupa armata (Pease, 1871)
- Nesopupa dentifera (Pease, 1871)
- Nesopupa pleurophora (Shuttleworth, 1852)
- Nesopupa rarotonga Brook, 2010